# Europese kampioenschappen kortebaanzwemmen 2008
De Europese kampioenschappen kortebaanzwemmen 2008 werden van vrijdag 11 tot en met 14 december georganiseerd in het Kroatische Rijeka.

## Nederlandse selectie
Technisch directeur Jacco Verhaeren heeft een recordaantal van 24 zwemmers geselecteerd om Nederland te vertegenwoordigen in Rijeka, 10 mannen en 14 vrouwen.
Mannen
- Robin van Aggele
- Stefan de Die
- Nick Driebergen
- Rudy Ted de Haan
- Robert Lijesen
- Joeri Verlinden
- Lennart Stekelenburg
- Bastiaan Tamminga
- Thijs van Valkengoed
- Sebastiaan Verschuren

Vrouwen
- Tessa Brouwer
- Inge Dekker
- Lia Dekker
- Chantal Groot
- Femke Heemskerk
- Saskia de Jonge
- Ranomi Kromowidjojo
- Moniek Nijhuis
- Clarissa van Rheenen
- Sharon van Rouwendaal
- Lenneke van Schaik
- Hinkelien Schreuder
- Jolijn van Valkengoed[2]
- Marleen Veldhuis

## Medailles
Legenda
- WR = Wereldrecord
- ER = Europees record
- CR = Kampioenschapsrecord

### Mannen
| Onderdeel            | Goud                                                                   | Goud       | Zilver | Zilver   | Brons                                                              | Brons    |
| -------------------- | ---------------------------------------------------------------------- | ---------- | --- | -------- | ------------------------------------------------------------------ | -------- |
| Vrije slag           |                                                                        |            | |          |                                                                    |          |
| 50 m                 | Amaury Leveaux Frankrijk                                               | 20.63      | Frédérick Bousquet Frankrijk | 20.69    | Duje Draganja Kroatië Jevgeni Lagoenov Rusland                     | 21.15    |
| 100 m                | Amaury Leveaux Frankrijk                                               | 44.94 WR   | Fabien Gilot Frankrijk | 45.84    | Filippo Magnini Italië                                             | 46.62    |
| 200 m                | Danila Izotov Rusland                                                  | 1:43.09    | Dominik Meichtry Zwitserland | 1:43.11  | Massimiliano Rosolino Italië                                       | 1:43.52  |
| 400 m                | Paul Biedermann Duitsland                                              | 3:37.73 CR | Massimiliano Rosolino Italië | 3:39.33  | Mads Glæsner Denemarken                                            | 3:39.77  |
| 1500 m               | Federico Colbertaldo Italië                                            | 14:24.21   | Vitaly Romanovich Rusland | 14:29.64 | Samuel Pizzetti Italië                                             | 14:31.60 |
| Rugslag              |                                                                        |            | |          |                                                                    |          |
| 50 m                 | Stanislav Donets Rusland                                               | 23.22      | Aschwin Wildeboer Spanje | 23.28    | Lubos Krizko Slowakije                                             | 23.47    |
| 100 m                | Stanislav Donets Rusland                                               | 49.32 WR   | Aschwin Wildeboer Spanje | 49.61    | Helge Meeuw Duitsland                                              | 50.89    |
| 200 m                | Aschwin Wildeboer Spanje Stanislav Donets Rusland                      | 1:49.22 CR | |          | Pierre Roger Frankrijk                                             | 1:52.26  |
| Schoolslag           |                                                                        |            | |          |                                                                    |          |
| 50 m                 | Matjaz Markić Slovenië                                                 | 26.47 CR   | Aleksander Hetland Noorwegen | 26.64    | Emil Tahirović Slovenië                                            | 26.66    |
| 100 m                | Ihor Borysyk Oekraïne                                                  | 57.33 ER   | Hugues Duboscq Frankrijk | 57.64    | James Gibson Verenigd Koninkrijk                                   | 57.91    |
| 200 m                | Hugues Duboscq Frankrijk                                               | 2:04.59 ER | Edoardo Giorgetti Italië | 2:04.98  | Ihor Borysyk Oekraïne                                              | 2:05.47  |
| Vlinderslag          |                                                                        |            | |          |                                                                    |          |
| 50 m                 | Amaury Leveaux Frankrijk                                               | 22.23      | Milorad Čavić Servië | 22.36    | Rafael Muñoz Spanje                                                | 22.46    |
| 100 m                | Milorad Čavić Servië                                                   | 49.19 ER   | Rafael Muñoz Spanje | 49.74    | Nikolaj Skvortsov Rusland                                          | 49.98    |
| 200 m                | Nikolaj Skvortsov Rusland                                              | 1:50.60 WR | Dinko Jukić Oostenrijk | 1:52.31  | Maxim Ganikhin Rusland                                             | 1:52.32  |
| Wisselslag           |                                                                        |            | |          |                                                                    |          |
| 100 m                | Peter Mankoč Slovenië                                                  | 51.97 ER   | Christian Galenda Italië | 52.29    | James Goddard Verenigd Koninkrijk                                  | 52.36    |
| 200 m                | James Goddard Verenigd Koninkrijk                                      | 1:53.46    | Vytautas Janusaitis Litouwen | 1:54.51  | Alan Cabello Spanje                                                | 1:55.70  |
| 400 m                | Dinko Jukić Oostenrijk                                                 | 4:03.01    | Gergő Kis Hongarije | 4:03.81  | Lukasz Wojt Polen                                                  | 4:05.13  |
| Vrije slag estafette |                                                                        |            | |          |                                                                    |          |
| 4×50 m               | Frankrijk Alain Bernard Fabien Gilot Amaury Leveaux Frédérick Bousquet | 1:20.77 WB | Italië Alessandro Calvi Marco Orsi Mattia Nalesso Filippo Magnini                                                                                  | 1:23.37  | Kroatië Duje Draganja Alexei Puninski Bruno Barbic Mario Todorović | 1:23.68  |
| Wisselslag estafette |                                                                        |            | |          |                                                                    |          |
| 4×50 m               | Italië Mirco di Tora Alessandro Terrin Marco Belotti Filippo Magnini   | 1:32.91 WR | Rusland Stanislav Donets Sergey Geybel Jevgeni Korotysjkin Jevgeni Lagoenov Duitsland Thomas Rupprath Marco Koch Johannes Dietrich Steffen Deibler | 1:33.31  |                                                                    |          |

### Vrouwen
| Onderdeel            | Goud                                                                              | Goud       | Zilver                                                                | Zilver  | Brons                                                                   | Brons   |
| -------------------- | --------------------------------------------------------------------------------- | ---------- | --------------------------------------------------------------------- | ------- | ----------------------------------------------------------------------- | ------- |
| Vrije slag           |                                                                                   |            |                                                                       |         |                                                                         |         |
| 50 m                 | Marleen Veldhuis Nederland                                                        | 23.55 CR   | Hinkelien Schreuder Nederland                                         | 23.72   | Jeanette Ottesen Denemarken                                             | 24.05   |
| 100 m                | Marleen Veldhuis Nederland                                                        | 51,95      | Jeanette Ottesen Denemarken                                           | 52,08   | Ranomi Kromowidjojo Nederland                                           | 52,22   |
| 200 m                | Federica Pellegrini Italië                                                        | 1:51.85 WR | Femke Heemskerk Nederland                                             | 1:53.79 | Daria Belyakina Rusland                                                 | 1:53.85 |
| 400 m                | Coralie Balmy Frankrijk                                                           | 3:56.39    | Camille Muffat Frankrijk                                              | 3:57.48 | Alessia Filippi Italië                                                  | 3:59.35 |
| 800 m                | Alessia Filippi Italië                                                            | 8.04,53 WR | Coralie Balmy Frankrijk                                               | 8.05,32 | Lotte Friis Denemarken                                                  | 8.09,91 |
| Rugslag              |                                                                                   |            |                                                                       |         |                                                                         |         |
| 50 m                 | Sanja Jovanović Kroatië                                                           | 26.23 WR   | Kateryna Zoebkova Oekraïne                                            | 26.65   | Elena Gemo Italië                                                       | 26.77   |
| 100 m                | Sanja Jovanović Kroatië                                                           | 56,87 ER   | Kateryna Zoebkova Oekraïne                                            | 57,01   | Laure Manaudou Frankrijk                                                | 57,16   |
| 200 m                | Alexandra Putra Frankrijk                                                         | 2:02.48    | Alexianne Castel Frankrijk                                            | 2:03.10 | Elizabeth Simmonds Verenigd Koninkrijk                                  | 2:03.12 |
| Schoolslag           |                                                                                   |            |                                                                       |         |                                                                         |         |
| 50 m                 | Valentina Artemjeva Rusland                                                       | 29,96      | Janne Schäfer Duitsland                                               | 30,37   | Moniek Nijhuis Nederland                                                | 30,45   |
| 100 m                | Valentina Artemjeva Rusland                                                       | 1:05.02    | Sophie De Ronchi Frankrijk                                            | 1:05.43 | Mirna Jukić Oostenrijk                                                  | 1:05.64 |
| 200 m                | Alena Aleksejeva Rusland                                                          | 2.19,93    | Mirna Jukić Oostenrijk                                                | 2.20,48 | Patrizia Humplik Zwitserland                                            | 2.21,68 |
| Vlinderslag          |                                                                                   |            |                                                                       |         |                                                                         |         |
| 50 m                 | Hinkelien Schreuder Nederland                                                     | 25,21 ER   | Jeanette Ottesen Denemarken                                           | 25,54   | Diane Bui Duyet Frankrijk                                               | 25,55   |
| 100 m                | Jeanette Ottesen Denemarken                                                       | 56.70 CR   | Diane Bui Duyet Frankrijk                                             | 56.83   | Eszter Dara Hongarije                                                   | 56.88   |
| 200 m                | Petra Granlund Zweden                                                             | 2.04,27    | Aurore Mongel Frankrijk                                               | 2.04,73 | Jemma Lowe Verenigd Koninkrijk                                          | 2.04,78 |
| Wisselslag           |                                                                                   |            |                                                                       |         |                                                                         |         |
| 100 m                | Hanna-Maria Seppälä Finland                                                       | 59.24 CR   | Evelyn Verrasztó Hongarije                                            | 59.49   | Francesca Segat Italië                                                  | 59.61   |
| 200 m                | Francesca Segat Italië                                                            | 2.07,03 ER | Evelyn Verrasztó Hongarije                                            | 2.07,93 | Sophie de Ronchi Frankrijk                                              | 2.08,10 |
| 400 m                | Mireia Belmonte Spanje                                                            | 4:25.06 WR | Alessia Filippi Italië                                                | 4:26.06 | Francesca Segat Italië                                                  | 4:27.12 |
| Vrije slag estafette |                                                                                   |            |                                                                       |         |                                                                         |         |
| 4×50 m               | Nederland Hinkelien Schreuder Inge Dekker Ranomi Kromowidjojo Marleen Veldhuis    | 1.33,80 WB | Zweden Petra Granlund Claire Hedenskog Sarah Sjöström Lovisa Ericsson | 1,38.00 | Duitsland Dorothea Brandt Petra Dallmann Lisa Vitting Daniela Schreiber | 1,38.06 |
| Wisselslag estafette |                                                                                   |            |                                                                       |         |                                                                         |         |
| 4×50 m               | Nederland Ranomi Kromowidjojo Moniek Nijhuis Hinkelien Schreuder Marleen Veldhuis | 1:45.73 WB | Duitsland Daniela Samulski Janne Schäfer Lena Kalla Petra Dallmann    | 1:46.84 | Italië Elena Gemo Roberta Panara Silvia di Pietro Federica Pellegrini   | 1:47.05 |

## Medailleklassement
| Plaats | Land                | Goud | Zilver | Brons | Totaal |
| 1      | Rusland             | 8    | 2      | 4     | 14     |
| 2      | Frankrijk           | 7    | 9      | 4     | 20     |
| 3      | Italië              | 5    | 5      | 8     | 18     |
| 4      | Nederland           | 5    | 2      | 2     | 9      |
| 5      | Spanje              | 2    | 3      | 2     | 7      |
| 6      | Kroatië             | 2    | 0      | 2     | 4      |
| 7      | Slovenië            | 2    | 0      | 1     | 3      |
| 8      | Duitsland           | 1    | 3      | 2     | 6      |
| 9      | Denemarken          | 1    | 2      | 3     | 6      |
| 10     | Oostenrijk          | 1    | 2      | 1     | 4      |
| 10     | Oekraïne            | 1    | 2      | 1     | 4      |
| 12     | Servië              | 1    | 1      | 0     | 2      |
| 12     | Zweden              | 1    | 1      | 0     | 2      |
| 14     | Verenigd Koninkrijk | 1    | 0      | 4     | 5      |
| 15     | Finland             | 1    | 0      | 0     | 1      |
| 16     | Hongarije           | 0    | 3      | 1     | 4      |
| 17     | Zwitserland         | 0    | 1      | 1     | 2      |
| 18     | Litouwen            | 0    | 1      | 0     | 1      |
| 18     | Noorwegen           | 0    | 1      | 0     | 1      |
| 20     | Polen               | 0    | 0      | 1     | 1      |
| 20     | Slowakije           | 0    | 0      | 1     | 1      |
| Totaal | Totaal              | 39   | 37     | 39    | 115    |